# От сътворението на света
Летоброенето „от сътворението на света“ е летоброене, характерно за византийските и славянските ръкописи, икони и др. паметници на изкуството и културата. Използва се често, дори през XIX и началото на XX век. Това летоброене е въведено от Цариградската патриаршия около 691 г., а от Източната римска империя (Византия) през 988 г., където дотогава е бил в сила юлианският календар. Според летоброенето „от сътворението на света“ светът е бил създаден на 1 март 5509 г. преди рождението на Христа, което означава, че Иисус Христос се е родил в 5508 г. „от сътворението на света“. Според решението на Първия вселенски събор (Никейския) от 325 г., който установява окончателното честване на Пасхата, годината започва на 1 септември, но по старославянска традиция на 1 март, както например в Русия до около 1400 г. (официално през 1492 г.).

## Различни теории
Освен това „византийско“ или „цариградско“ летоброение съществуват и други (около 200 на брой) представи за годишната дата на сътворението на света. Според Александрийското летоброене от сътворението на света до Рождество Христово са минали само 5500 години. Среща се рядко във византийските хроники от VI – X в., както и в сказанието на Черноризец Храбър. Рядко се среща и датата 5506.
Посочените числа представляват годината на сътворението на света преди Рождество Христово според различните теории:
- 5969 („антиохийска“, или „според Теофил“)
- 5493, 5472, 5624 („александрийска“ дата или „ерата на Аниан“)
- 4004 (еврейска, Ашер)
- 5872 (според „70-те тълкуватели“ от Септуагинта)
- 4700 (самарийска)
- 3761 (юдейска)
- 3941 (според блаж. Йероним)
- 5500 (според Хиполит и Сикст Юлий Африкански)
- 5515 (Теофил)
- 5507 (Теофил)
- 5199 (Евсевий Кесарийски)
- 5551 (блаж. Августин)
- 5046 (според СRONICON REGNUM LEGIONENSIUM – Хроника на кралете на Леон)

В X век Западна Европа практически преминава напълно към летоброението от Рождество Христово – „новата ера“. В днешно време годината е януарска (започва на 1 януари), но в миналото е започвала по друго време, вж. по-долу. В католическите държави, по време на приемане на григорианския календар (1571 – 72, за други страни по-късно, до XVIII век), годината е започвала на 25 март по традиция, идваща от древноримските Календи. Тази дата е празникът Благовещение.

## Изчисление на датата
Когато месецът не е посочен, при изчислението се изважда 5508, защото има по-голяма вероятност събитието да е станало през осемте месеца на годината, а не през четирите. Ако датата се отнася за последните четири месеца, се изважда 5509.
Пример без указание на месец: ζрпе = 7000 + 100 + 80 + 5 = 7185 г. = 1677 г. – виж Кирилица – цифрови значения на старобългарските букви. Пред знака за хиляда, малко по-долу, се поставя от XII нататък специална „опашка“, приличаща на лат. ръкописно наклонено f. От XV в. нататък тази „опашка“ се употребява постоянно, а след XV в. тя се пише не с една, а с две напречни линии.
Примерна таблица за година с указание на месец:
| индекс/година | мартенска            | септемврийска   | ултрамартенска    |
| ------------- | -------------------- | --------------- | ----------------- |
| 5507          | януари – февруари    |                 |                   |
| 5508          | март – декември      | януари – август | януари – февруари |
| 5509          | септември – декември | март – декември |                   |

За правилното привеждане на дати към съвременното летоброене е много важно да се знае с каква презумпция е указана годината – примерно мартенска. При съмнения в научни публикации често се срещат две последователни години.
В надписа на Боянската църква четем: „...Индикт 7 в лято 6767“ (= 1259 г.), а в Битолския надпис „... разбит биде от цар Василий в годината 6522 от сътворението на света“ (= 1014 г.). И така, когато месецът не е указан, за да се преведе септемврийската година на януарската, от старата дата се изважда числото 5508.
Септемврийската година във Византия – църковната, както и гражданската – започва на 1 септември.
Мартенската година започва на 1 март. Това е южнославянски вариант, вкл. български: Остромирово евангелие (1056 − 1057), Апостол (1220 г.), руски летописи (15. в.). Под южно-славянско влияние се въвежда и в Русия, където се използва от X в. до 1492 г.). Още през XV в. в Русия се употребяват и двете години, но от XVI в. се среща само септемврийската година.
Ултрамартенска година е такава, когато 1 март се счита до настъпването на септемврийската година. Ако е след 1 септември, годината е мартенска и се изчислява минус 5507 или 5508.
Януарската година от Рождество Христово се среща рано само при западните славяни (в богомилска Босна – Грамота на бан Кулин, 1189 г.), както и в Западна Русия – в смоленските (1229 г.), полоцките и галицки грамоти често през XIV век. В западноруската писменост се утвърждава едва в края на XVI век.
Двойни дати — „от сътворението на света“ и „от Рождество Христово“, се срещат в печатни книги: сръбски (XV и XVI век), западно-руски (XVII век) и московски (XVII век).
През 7208 г. от сътворението на света, с указ на Петър I от 20 декември 1699 г. се въвежда юлианският календар и новата, вече януарска година 1700 се празнува на най-близкия 1 януари. Григорианският календар се въвежда там като граждански в 1918 г. Григорианският календар не е приет в Русия като църковен календар заради „повредата на пасхалиите“ и несъгласието с Католическата църква. Затова Българската и Руската православна църква празнуват Рождество Христово в различни дни.
Датата на приемане на григорианския календар в България е 31 март 1916 г., последван от 14 април.

## Старобългарски календар
Едно от съвпаденията между двата календара е начало на летоброенето. Според българския календар то е през 5505 пр.н.е.

## Индиктиони и пасхалии
Освен това времето се обозначава според кръговрата на Слънцето и Луната, т.е. индиктион (ίνδικτιών). Според пасхалиите, съставени от Първия вселенски събор (Никейския) през 325 г., времето от сътворението на света се дели на велики индиктиони – „големи кръгове“ от 532 години и повторението на пасхалията започва с едновременното движение на кръговете на Луната и Слънцето. В 1408 г. например завършва 13-ият велик индиктион (877 – 1408 г.). На практика византийците и славяните обаче си служат с по-малки пасхални обозначения за подвижните църковни празници – пасхални таблици с индиктиони от по 15 г. Великият индиктион и пасхалната таблица започват във Византия на 1 септември с период от 15 години.
При кръгли дати на Запад, както и на Изток се появяват суеверни представи. Например през 1492 г. (т.е. 7000 г. от сътворението на света, 5508 + 1492 = 7000), православните християни очакват Второто пришествие на Христа, Страшния съд и края на света. Московският църковен събор утвърждава през 1492 г. пасхалията за бъдещите години на 14-ия велик индиктион и официално пренася началото на годината от 1 март на 1 септември, както при гърците и южните славяни.